# Formazione ideale della NFL degli anni 1970
La formazione ideale della NFL degli anni 1970, in inglese NFL 1970s All-Decade Team, fu scelta dai giurati della Pro Football Hall of Fame. La squadra è composta giocatori che hanno fornito prestazioni eccezionali nella National Football League negli anni settanta.
La formazione consiste in una prima e seconda squadra, sia offensiva che difensiva, unità degli special team oltre che un primo e secondo capo-allenatore.
Il punter Ray Guy fu colui che ottenne più voti per l'inserimento in tale formazione, ricevendone 24 su possibili 25. O.J. Simpson e Lynn Swann seguirono rispettivamente con 22 e 21 voti. Il linebacker Jack Ham ed il tight end Dave Casper ricevettero entrambi 20 voti. I successivi furono i defensive end Jack Youngblood e Joe Greene con 18 voti. Membri che furono presenti anche nella Formazione ideale della NFL degli anni 1960 furono Bob Lilly, Dick Butkus, Merlin Olsen, Larry Wilson, Jim Bakken e Willie Brown.

## Attacco
| Ruolo         | Prima squadra                                     | Voti | Hall of Fame? | Seconda squadra                                  | Voti | Hall of Fame? |
| ------------- | ------------------------------------------------- | ---- | ------------- | ------------------------------------------------ | ---- | ------------- |
| Quarterback   | Roger Staubach (Dallas Cowboys)                   | 13   | Sì            | Terry Bradshaw (Pittsburgh Steelers)             | 3    | Sì            |
| Quarterback   | Roger Staubach (Dallas Cowboys)                   | 13   | Sì            | Ken Stabler (Oakland Raiders)                    | 3    | Sì            |
| Running back  | O.J. Simpson (Buffalo Bills, San Francisco 49ers) | 22   | Sì            | Earl Campbell (Houston Oilers)                   | 8    | Sì            |
| Running back  | Walter Payton (Chicago Bears)                     | 11   | Sì            | Franco Harris (Pittsburgh Steelers)              | 7    | Sì            |
| Wide receiver | Lynn Swann (Pittsburgh Steelers)                  | 21   | Sì            | Paul Warfield (Miami Dolphins, Cleveland Browns) | 5    | Sì            |
| Wide receiver | Drew Pearson (Dallas Cowboys)                     | 7    | No            | Harold Carmichael (Philadelphia Eagles)          | 2    | Sì            |
| Tight end     | Dave Casper (Oakland Raiders)                     | 20   | Sì            | Charlie Sanders (Detroit Lions)                  | 3    | Sì            |
| Tackle        | Art Shell (Oakland Raiders)                       | 13   | Sì            | Dan Dierdorf (St. Louis Cardinals)               | 11   | Sì            |
| Tackle        | Rayfield Wright (Dallas Cowboys)                  | 12   | Sì            | Ron Yary (Minnesota Vikings)                     | 5    | Sì            |
| Guardia       | Larry Little (Miami Dolphins)                     | 16   | Sì            | John Hannah (New England Patriots)               | 9    | Sì            |
| Guardia       | Joe DeLamielleure (Buffalo Bills)                 | 12   | Sì            | Gene Upshaw (Oakland Raiders)                    | 6    | Sì            |
| Centro        | Jim Langer (Miami Dolphins)                       | 15   | Sì            | Mike Webster (Pittsburgh Steelers)               | 6    | Sì            |

## Difesa
| Ruolo              | Prima squadra                                                       | Voti | Hall of Fame? | Seconda squadra                              | Voti | Hall of Fame? |
| ------------------ | ------------------------------------------------------------------- | ---- | ------------- | -------------------------------------------- | ---- | ------------- |
| Defensive end      | Jack Youngblood (Los Angeles Rams)                                  | 18   | Sì            | L.C. Greenwood (Pittsburgh Steelers)         | 10   | No            |
| Defensive end      | Carl Eller (Minnesota Vikings)                                      | 11   | Sì            | Harvey Martin (Dallas Cowboys)               | 5    | No            |
| Defensive tackle   | Joe Greene (Pittsburgh Steelers)                                    | 18   | Sì            | Alan Page (Minnesota Vikings, Chicago Bears) | 8    | Sì            |
| Defensive tackle   | Bob Lilly (Dallas Cowboys)                                          | 16   | Sì            | Merlin Olsen (Los Angeles Rams)              | 5    | Sì            |
| Middle linebacker  | Dick Butkus (Chicago Bears)                                         | 9    | Sì            | Jack Lambert (Pittsburgh Steelers)           | 6    | Sì            |
| Outside linebacker | Jack Ham (Pittsburgh Steelers)                                      | 20   | Sì            | Robert Brazile (Houston Oilers)              | 5    | No            |
| Outside linebacker | Ted Hendricks (Baltimore Colts, Green Bay Packers, Oakland Raiders) | 8    | Sì            | Bobby Bell (Kansas City Chiefs)              | 4    | Sì            |
| Cornerback         | Willie Brown (Oakland Raiders)                                      | 13   | Sì            | Louis Wright (Denver Broncos)                | 7    | No            |
| Cornerback         | Jimmy Johnson (San Francisco 49ers)                                 | 8    | Sì            | Roger Wehrli (St. Louis Cardinals)           | 7    | Sì            |
| Safety             | Ken Houston (Houston Oilers, Washington Redskins)                   | 16   | Sì            | Larry Wilson (St. Louis Cardinals)           | 7    | Sì            |
| Safety             | Cliff Harris (Dallas Cowboys)                                       | 15   | No            | Dick Anderson (Miami Dolphins)               | 3    | No            |

## Special team
| Ruolo         | Prima squadra                                       | Voti | Hall of Fame? | Seconda squadra                              | Voti | Hall of Fame? |
| ------------- | --------------------------------------------------- | ---- | ------------- | -------------------------------------------- | ---- | ------------- |
| Kicker        | Garo Yepremian (Miami Dolphins, New Orleans Saints) | 8    | No            | Jim Bakken (St. Louis Cardinals)             | 7    | No            |
| Punter        | Ray Guy (Oakland Raiders)                           | 24   | Sì            | Jerrel Wilson (Kansas City Chiefs)           | 1    | No            |
| Kick returner | Rick Upchurch (Denver Broncos)                      | 10   | No            | Billy “White Shoes” Johnson (Houston Oilers) | 6    | No            |

## Allenatore
| Ruolo      | Prima squadra              | Voti | Hall of Fame? | Seconda squadra                  | Voti | Hall of Fame? |
| ---------- | -------------------------- | ---- | ------------- | -------------------------------- | ---- | ------------- |
| Allenatore | Don Shula (Miami Dolphins) | 11   | Sì            | Chuck Noll (Pittsburgh Steelers) | 9    | Sì            |